# László Hudec
László ou Ladislav E. Hudec, né le 8 janvier 1893, à Banská Bystrica (Slovaquie centrale, alors en Autriche-Hongrie), mort le 26 octobre 1958 à Berkeley (Californie), est un architecte slovaque/hongrois, actif à Shanghai de 1918 à 1945 : le Park Hotel, le Grand Theatre, le Joint Savings and Loan building, les immeubles Baptist Publications and Christian Literature Society et le post moderne « Green House ». Son style évolue du néo-classicisme populaire dans les années 1920 au style art déco.

## Biographie
Né en Autriche-Hongrie de Juraj Hudec (György Hugyecz), entrepreneur de travaux, et Pavla Škultétyová (Paula Skultéty), fille d'un prêtre évangélique de Košice, il fait des études d'architecture à l'École polytechnique royale de Budapest de 1911 à 1914. Il combat comme officier austro-hongrois pendant la Première Guerre mondiale, est capturé par l'armée russe en 1916 et envoyé dans un camp de prisonniers en Sibérie. Il s'échappe d'un train à la frontière de la Chine, où il rejoint un bureau d'architecture de Shanghai, R.A. Curry. En 1925, il construit 37 immeubles jusqu'à 1941.

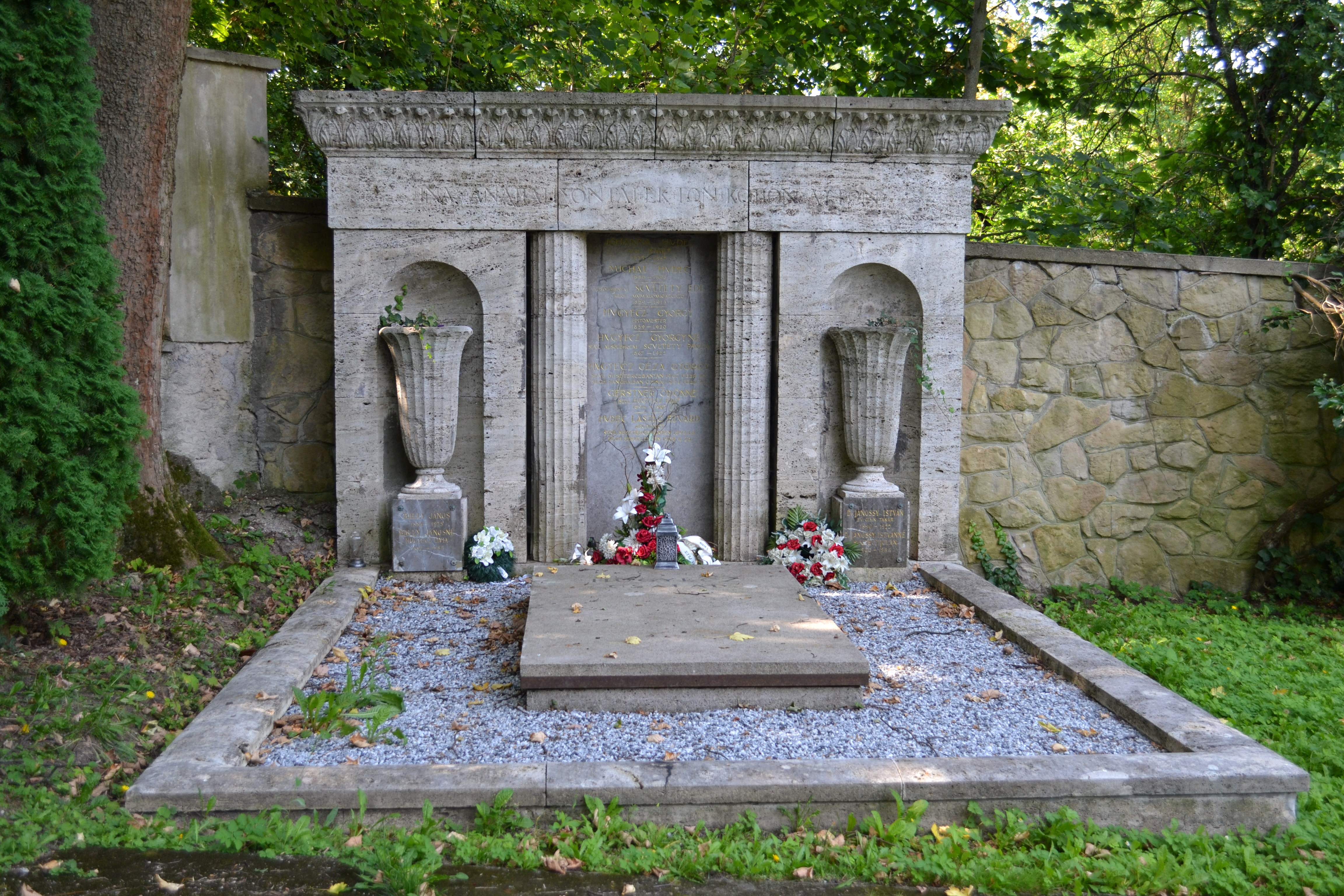
Tombe de la famille Hudec dans le cimetière évangélique de Banská Bystrica

Après la guerre, la prise de pouvoir par les communistes en Tchécoslovaquie ne lui permet pas de revenir vivre dans sa ville natale comme il l'aurait souhaité. Après avoir vécu en Suisse et en Italie (où il travaille sur des fouilles archéologiques à l'invitation du pape Pie XII), il va s'installer à partir de 1950 comme enseignant en Californie, où il meurt en 1958. Le Printemps de Prague permet son inhumation dans la tombe familiale en 1970.

## Immeubles à Shanghai
- Country Hospital
- Paulun Hospital
- Margaret Williamson Hospital
- Moore Memorial Church
- German Church (zh) (上海德国礼拜堂)
- Chapei Power Station
- China Baptist Publication Society and Christian Literature Society Building
- Union Brewery
- Grand Theatre
- Dr Woo's villa (Green house)
- Avenue Apartments
- Hudec House (zh) (邬达克公馆)
- Columbia Circle
- Wukang Mansion (en) (Normandie Apartments), 1924
- American Club (en) (上海花旗总会), 1925
- Park Hotel (国际饭店), 1934

## Galerie

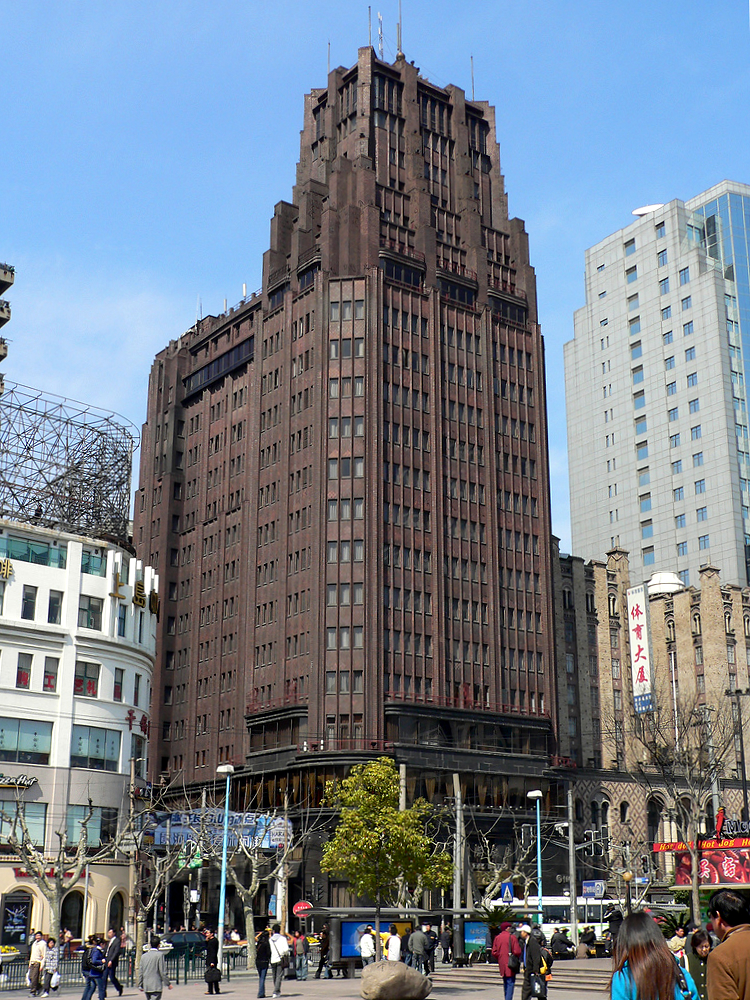
Park Hotel
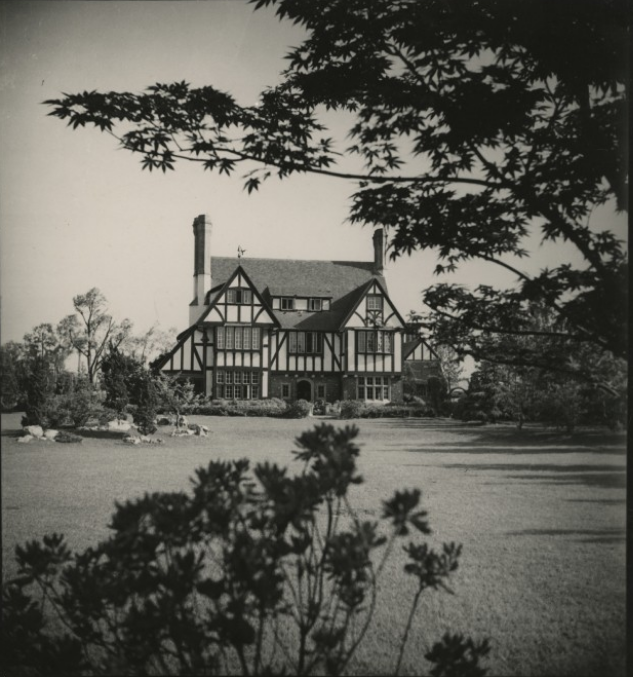
Villa Hudec, 57 Columbia Rd. à Shanghai
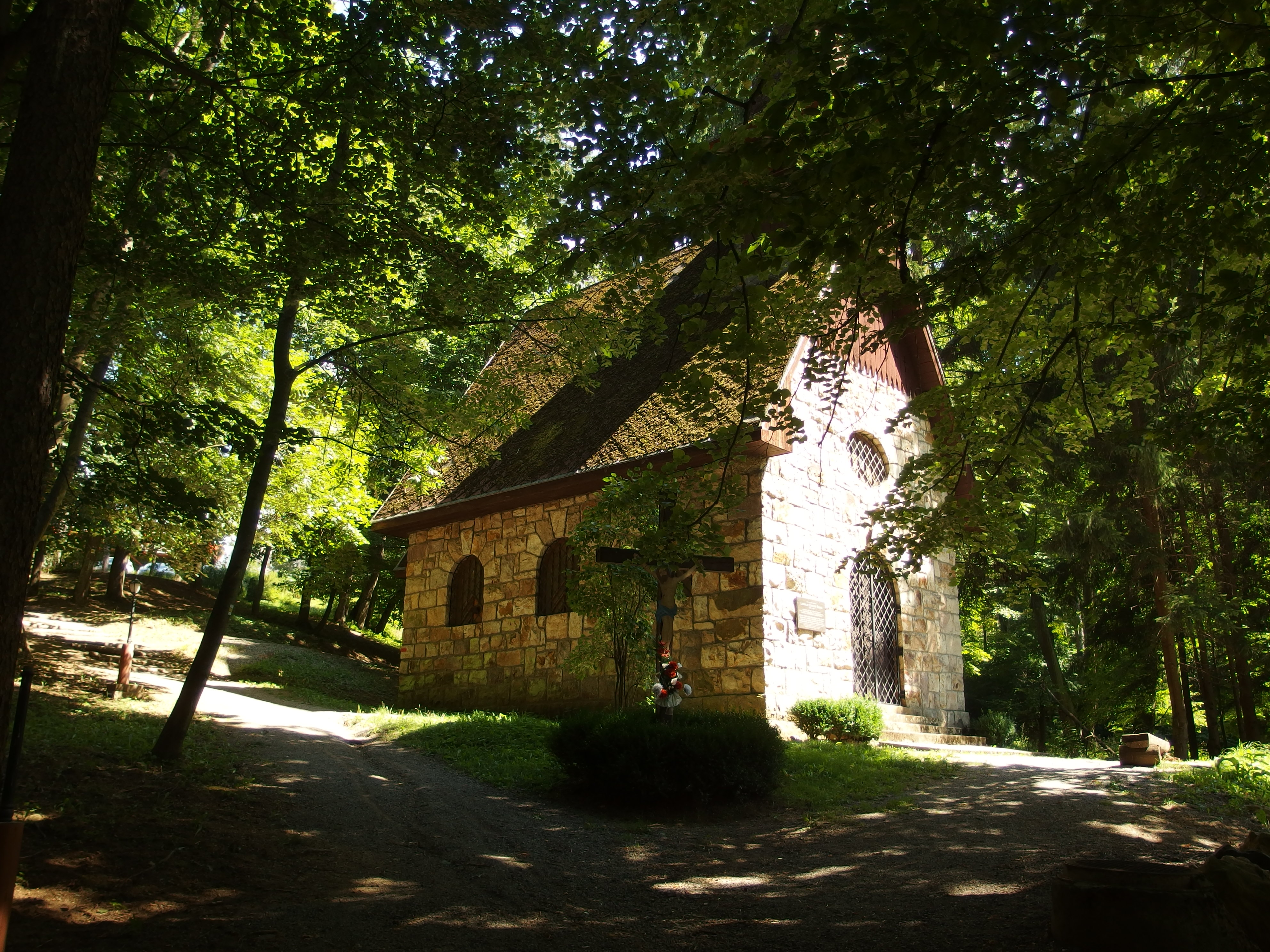
Chapelle Notre-Dame-la-Reine des thermes de Vyhne
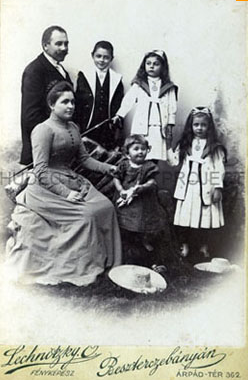
La famille Hudec en 1903 photographiée dans le studio photo d'Oto Lechnitzky (cs) à Banská Bystrica
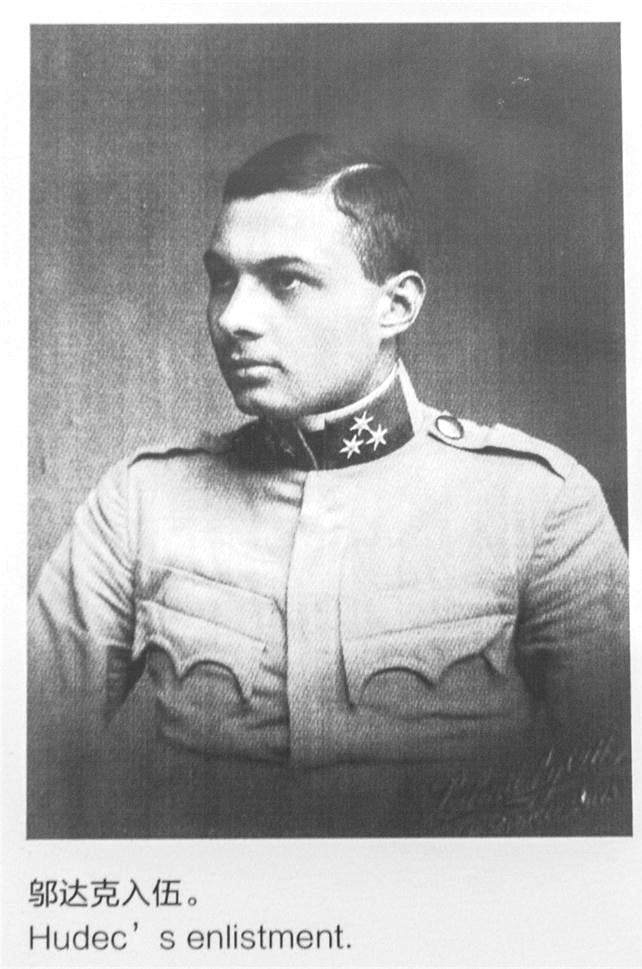
L. E. Hudec militaire hongrois, 1916
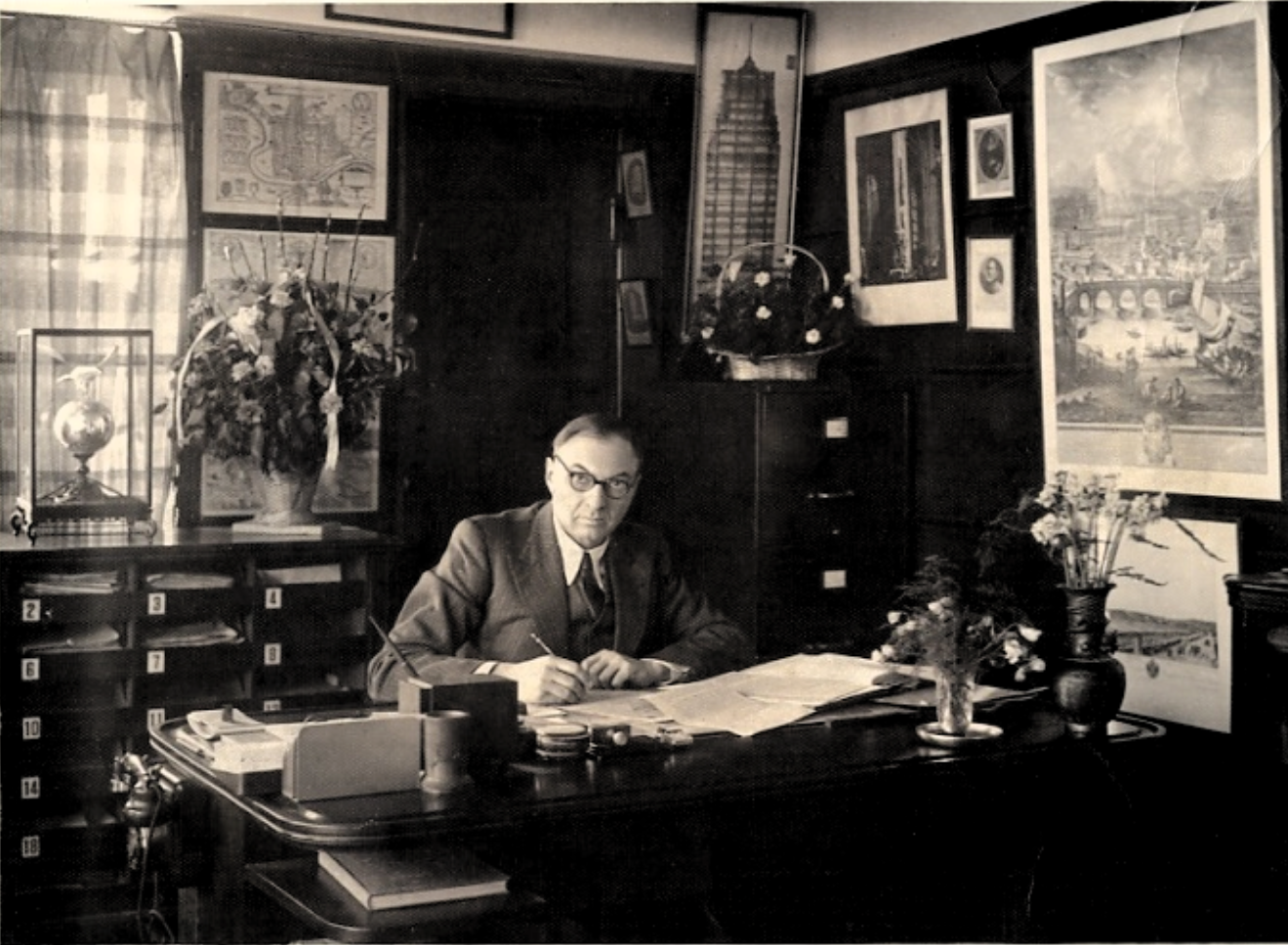
L. E. Hudec, 1934
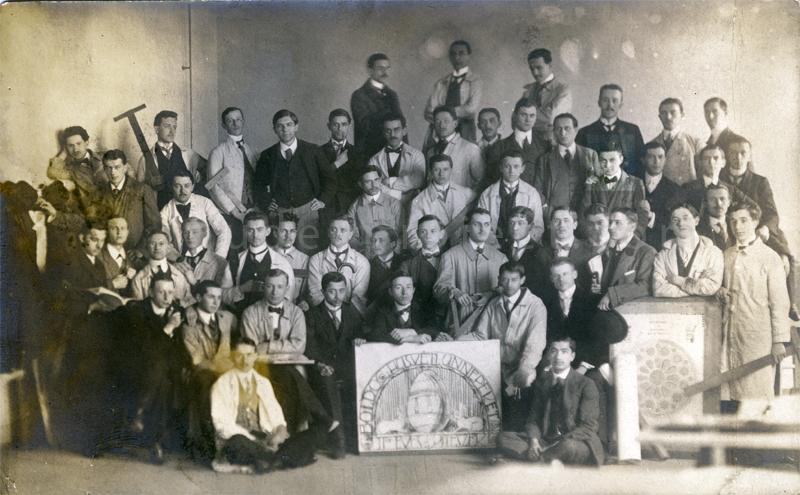
À la faculté d'architecture de Budapest, 1912